# 米卡·考里斯迈基

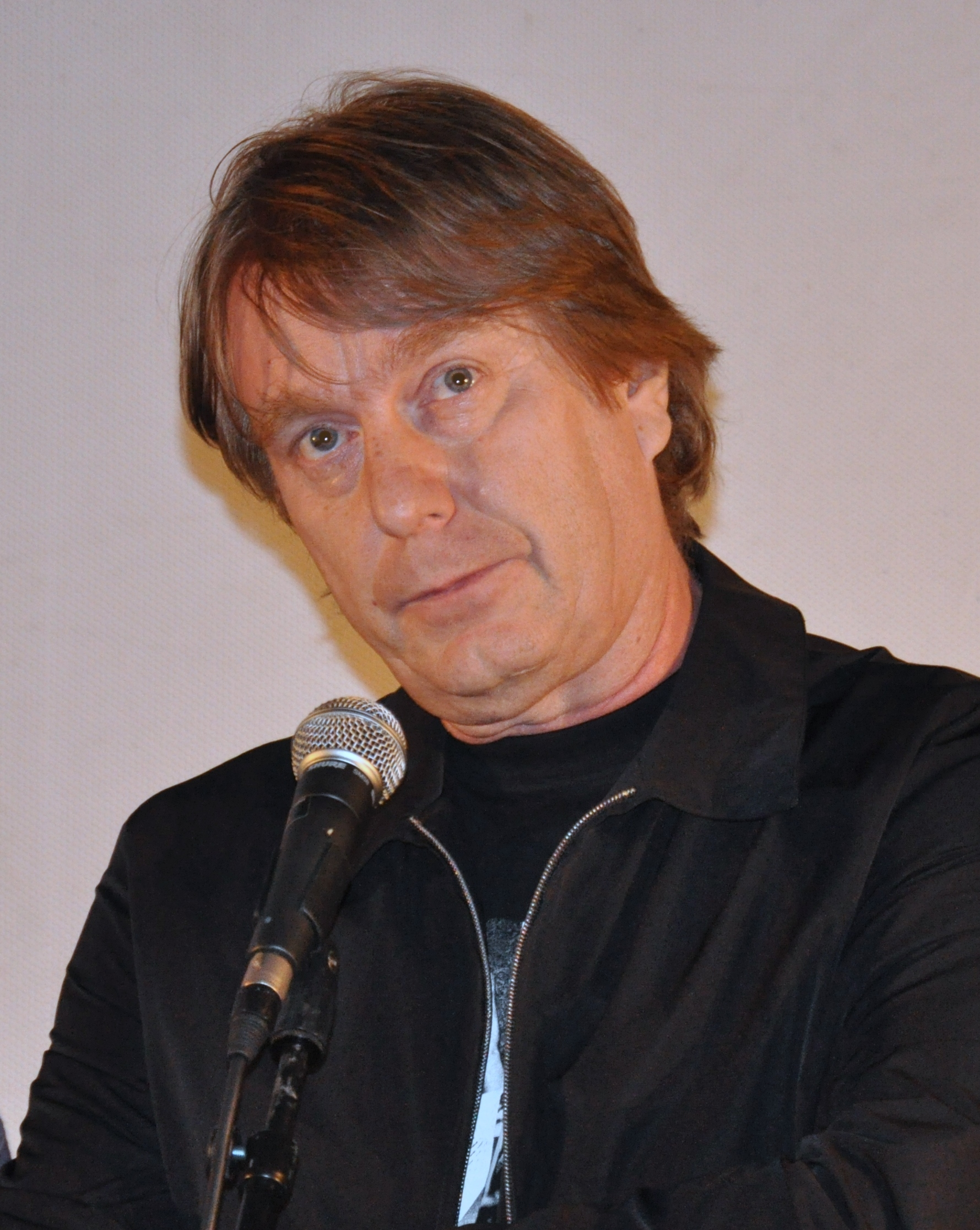
米卡·考里斯迈基

米卡·考里斯迈基（芬蘭語：Mika Kaurismäki，1955年9月21日—）生于芬兰奥里马蒂拉，是一名芬兰电影导演。
他是阿基·考里斯迈基的哥哥。女儿玛利亚·考里斯迈基是《兼职》的导演，她毕业于坦佩雷媒体与艺术大学。
他在大约1992年时移居巴西，执导了数部关于巴西的电影，包括《Amazon》、《Tigrero》、《Sambólico》、《Rytmi》和《Moro no Brasil》。其2005年的影片《Brasileirinho》是关于巴西传统的肖罗音乐。